# Retournac
Retournac (okzitanisch: Retornac) ist eine französische Gemeinde mit 2.971 Einwohnern (Stand: 1. Januar 2022) im Département Haute-Loire in der Region Auvergne-Rhône-Alpes. Sie gehört zum Arrondissement Yssingeaux und zum Kanton Bas-en-Basset.

## Geographie
Retournac liegt im Velay, einer Landschaft im französischen Zentralmassiv, an der Loire. Umgeben wird Retournac von den Nachbargemeinden Solignac-sous-Roche und Tiranges im Norden, Beauzac im Osten und Nordosten, Beaux im Südosten, Saint-Julien-du-Pinet und Mézères im Süden, Chamalières-sur-Loire im Westen und Südwesten sowie Roche-en-Régnier im Westen und Nordwesten.
Durch die Gemeinde führen die früheren Routes nationales 103 und 103a.

## Bevölkerungsentwicklung
| Jahr                       | 1962 | 1968 | 1975 | 1982 | 1990 | 1999 | 2006 | 2017 |
| Einwohner                  | 2748 | 2600 | 2558 | 2249 | 2270 | 2293 | 2538 | 2929 |
| Quellen: Cassini und INSEE |      |      |      |      |      |      |      |      |

## Sehenswürdigkeiten
|  |  |  |

- Kirche Saint-Jean-Baptiste, Ende des 12. Jahrhunderts erbaut, Monument historique seit 1907
- Burgruine Artias, vermutlich noch Ende des 11. Jahrhunderts errichtet, Kapelle Saint-Denis ist seit 1793 Kirche, Monument historique seit 1949
- mehrere Wehrhäuser, u. a. Château de Mercuret, Château de Chabanoles, Château de Ribes und Maison forte La Bourange

- Cottier-Höhle, früherer Wohnplatz der Steinzeit, zahlreiche Silices-Abschläge und Knochenreste dokumentieren eine frühzeitige Besiedlung (ca. 15.000–18.000 Jahre vor der heutigen Zeit)

## Persönlichkeiten
- Joseph Boudon (1938–1989), Radrennfahrer
- Marion Bartoli (* 1984), Tennisspielerin, in Retournac aufgewachsen